# Victor Muffat-Jeandet
Victor Muffat-Jeandet (* 5. März 1989 in Aix-les-Bains) ist ein französischer Skirennläufer. Er ist vor allem im Riesenslalom und in der Alpinen Kombination erfolgreich. Bisher gewann er ein Weltcuprennen und eine olympische Bronzemedaille.

## Biografie
Muffat-Jeandet nahm ab Dezember 2004 an FIS-Rennen und nationalen Jugendmeisterschaften teil. Der erste Start im Europacup folgte im Januar 2007. Bei seinen nächsten Europacup-Einsätzen im Dezember 2007 gewann er die ersten Punkte. Zudem erzielte er als Zehnter des Riesenslaloms in St. Vigil sein erstes Top-10-Ergebnis auf dieser Stufe. Ab der Saison 2008/09 war Muffat-Jeandet regelmäßig im Europacup am Start. Nach weiteren Top-10-Platzierungen kam er auch bei den Juniorenweltmeisterschaften 2009 in Garmisch-Partenkirchen zum Einsatz, wo er als Vierter des Slaloms und des Riesenslaloms knapp die Medaillenränge verpasste. Eine Woche vor der Junioren-WM, am 28. Februar 2009, hatte Muffat-Jeandet im Riesenslalom von Kranjska Gora sein Weltcup-Debüt. Ab der Saison 2009/10 folgten regelmäßige Einsätze im Weltcup, doch lange Zeit konnte er sich in keinem Rennen für den zweiten Durchgang qualifizieren.
Neben dem Weltcup war Muffat-Jeandet weiterhin hauptsächlich im Europacup am Start. Er erzielte am 9. Februar 2010 als Dritter des Slaloms von Méribel seinen ersten Podestplatz und kam in der Saison 2010/11 erstmals in der Gesamt- und Slalomwertung unter die besten zehn. Seinen ersten Europacupsieg feierte er am 22. Dezember 2011 in Madonna di Campiglio. Fast vier Monate später folgte ein zweiter Platz in Courmayeur, womit er die Slalom-Europacupwertung der Saison 2011/2012 für sich entschied. Am 9. Dezember 2012 gewann er im Riesenslalom von Val-d’Isère, seinem 25. Weltcuprennen, mit Platz 29 die ersten Weltcuppunkte. Bestes Ergebnis in der Weltcupsaison 2012/13 war ein 16. Platz. Mitte März 2013 zog er sich beim Europacupfinale in Sotschi eine Verletzung am vorderen Kreuzband zu, die ihn zu einer mehrmonatigen Pause zwang.
Trotz dieses Rückschlags fuhr Muffat-Jeandet am 2. Februar 2014 im Weltcup erstmals unter die besten zehn, als er den Riesenslalom von St. Moritz auf Platz sieben beendete. Angesichts der Stärke des französischen Teams reichte dies jedoch nicht, um sich für die Olympischen Winterspiele zu qualifizieren. Im Weltcupwinter 2014/15 klassierte sich Muffat-Jeandet vermehrt in den Top 10. Am 16. Januar 2015 gelang ihm mit Platz 2 in der Super-Kombination von Wengen die erste Weltcup-Podestplatzierung (nach der Abfahrt lag er noch auf Platz 28). Der siebte Platz einen Monat später im WM-Riesenslalom von Beaver Creek ist sein bisher bestes Ergebnis bei Weltmeisterschaften. Mit einem zweiten und zwei dritten Plätzen in den Riesenslaloms von Beaver Creek, Val-d’Isère und Alta Badia zu Beginn der Saison 2015/16 schloss Muffat-Jeandet in dieser Disziplin endgültig zur Weltspitze auf. Mit dem zweiten Platz in der Super-Kombination von Kitzbühel am 22. Januar 2016 trug er zum französischen Dreifacherfolg bei, hinter Alexis Pinturault und vor Thomas Mermillod Blondin.
In der Saison 2016/17 konnte Muffat-Jeandet nicht ganz an die Leistungen des Vorwinters anknüpfen und klassierte sich insgesamt viermal unter den besten zehn. Rückblickend machte er persönliche Probleme und mangelhafte Abstimmung seines Materials dafür verantwortlich. Nach einem verhaltenen Beginn der Saison 2017/18 feierte er am 12. Januar 2018 bei der Kombination von Wengen seinen ersten Weltcupsieg, nachdem er im Slalomteil vom 27. auf den ersten Platz verbessert hatte. Bei den Olympischen Winterspielen 2018 in Pyeongchang gewann er hinter Marcel Hirscher und Pinturault die Bronzemedaille in der Kombination, während er im Riesenslalom und im Slalom jeweils den sechsten Platz belegte. Auch in der Saison 2018/19 stand wieder ein Podestplatz zu Buche, als er in der Kombination von Wengen auf den zweiten Platz fuhr.
Im Slalom in Zagreb Anfang Januar 2022 verletzte sich Muffat-Jeandet schwer und zog sich u. a. ein Bruch am rechten Knöchel zu, weshalb er für die Olympischen Spiele 2022 in Peking ausfiel. Die Durchführung des Wettbewerbs war infolge schlechter, unfairer Pistenbedingungen stark umstritten gewesen: Nach 19 von 62 Athleten musste der erste Durchgang abgebrochen werden.

## Erfolge

### Olympische Spiele
- Pyeongchang 2018: 3. Alpine Kombination, 6. Riesenslalom, 6. Slalom

### Weltmeisterschaften
- Schladming 2013: 26. Slalom
- Vail/Beaver Creek 2015: 7. Riesenslalom
- St. Moritz 2017: 13. Riesenslalom, 17. Slalom, 20. Alpine Kombination
- Åre 2019: 6. Alpine Kombination, 14. Riesenslalom, 16. Slalom
- Cortina d’Ampezzo 2021: 6. Alpine Kombination, 13. Riesenslalom
- Saalbach-Hinterglemm 2025: 10. Team-Kombination, 17. Slalom

### Weltcup
- 11 Podestplätze, davon 1 Sieg

| Datum           | Ort    | Land    | Disziplin   |
| --------------- | ------ | ------- | ----------- |
| 12. Januar 2018 | Wengen | Schweiz | Kombination |

### Weltcupwertungen
| Saison  | Gesamt | Gesamt | Super-G | Super-G | Riesenslalom | Riesenslalom | Slalom | Slalom | Kombination | Kombination | Parallel | Parallel |
| Saison  | Platz  | Punkte | Platz   | Punkte  | Platz        | Punkte       | Platz  | Punkte | Platz       | Punkte      | Platz    | Punkte   |
| ------- | ------ | ------ | ------- | ------- | ------------ | ------------ | ------ | ------ | ----------- | ----------- | -------- | -------- |
| 2012/13 | 67.    | 93     | –       | –       | 29.          | 52           | 40.    | 28     | 22.         | 13          | –        | –        |
| 2013/14 | 55.    | 124    | –       | –       | 20.          | 119          | 49.    | 5      | –           | –           | –        | –        |
| 2014/15 | 12.    | 551    | –       | –       | 7.           | 261          | 14.    | 165    | 3.          | 125         | –        | –        |
| 2015/16 | 12.    | 709    | 48.     | 12      | 5.           | 405          | 18.    | 162    | 5.          | 130         | –        | –        |
| 2016/17 | 27.    | 322    | 48.     | 7       | 12.          | 169          | 27.    | 88     | 9.          | 58          | –        | –        |
| 2017/18 | 14.    | 458    | –       | –       | 10.          | 167          | 15.    | 186    | 3.          | 105         | –        | –        |
| 2018/19 | 18.    | 481    | 44.     | 13      | 12.          | 194          | 15.    | 194    | 5.          | 80          | –        | –        |
| 2019/20 | 15.    | 465    | 58.     | 1       | 10.          | 191          | 15.    | 143    | 6.          | 124         | 37.      | 6        |
| 2020/21 | 17.    | 372    | –       | –       | 27.          | 62           | 10.    | 310    | –           | –           | –        | –        |
| 2021/22 | 80.    | 79     | –       | –       | 26.          | 38           | 41.    | 29     | –           | –           | 19.      | 12       |
| 2022/23 | 76.    | 75     | –       | –       | 26.          | 62           | 46.    | 13     | –           | –           | –        | –        |
| 2023/24 | 99.    | 35     | –       | –       | 33.          | 35           | –      | –      | –           | –           | –        | –        |
| 2024/25 | 51.    | 174    | –       | –       | 53.          | 5            | 19.    | 169    | –           | –           | –        | –        |

### Europacup
- Saison 2011/12: 4. Gesamtwertung, 1. Slalomwertung
- Saison 2012/13: 2. Gesamtwertung, 1. Super-Kombinations-Wertung, 5. Slalomwertung, 9. Riesenslalomwertung
- Saison 2013/14: 2. Gesamtwertung
- 12 Podestplätze, davon 5 Siege:

| Datum              | Ort                  | Land      | Disziplin         |
| ------------------ | -------------------- | --------- | ----------------- |
| 22. Dezember 2011  | Madonna di Campiglio | Italien   | Slalom            |
| 31. Januar 2013    | Sarntal              | Italien   | Super-Kombination |
| 2./3. Februar 2013 | Monte Pora           | Italien   | Riesenslalom      |
| 15. Februar 2014   | Borowez              | Bulgarien | Riesenslalom      |
| 12. März 2014      | Soldeu               | Andorra   | Slalom            |

### Juniorenweltmeisterschaften
- Garmisch-Partenkirchen 2009: 4. Slalom, 4. Riesenslalom

### Weitere Erfolge
- 7 französische Meistertitel: Riesenslalom 2018 und 2021, Slalom 2014, 2018 und 2021, Kombination 2017 und 2021
- 11 Siege in FIS-Rennen